# Železniční muzeum v Pensylvánii
Železniční muzeum v Pensylvánii (Railroad Museum of Pennsylvania), umístěné na východ od města Strasburg v Pensylvánii, při dálnici „Route 741“, bylo otevřeno v roce 1975. Je přes ulici naproti Strasburské železniční stanici, každý z těchto objektů je však úplně samostatný.
V muzeu je vystaveno přes 100 historických lokomotiv a železničních vozidel, chronologicky uspořádaných podle vývoje tak, jak byly v USA používány.
Návštěvníci si mohou vyzkoušet řízení lokomotivy, na simulátorech umístěných ve skutečných řídících kabinách lokomotiv, prohlédnout si 62 tunovou lokomotivu zespodu, podívat se na restaurátorské práce prostřednictvím uzavřeného TV okruhu, prohlédnout si interaktivní vzdělávací programy, podívat se na výsledky práce železničních modelářů a další atrakce.
Railroad Museum of Pennsylvania je provozováno historicko-muzeální společností s názvem „Pennsylvania Historical & Museum Commission“, s aktivní podporou fanoušků železnice, sdružovaných ve spolku „Friends of the Railroad Museum“ a s podporou od soukromých osob.

## Fotogalerie

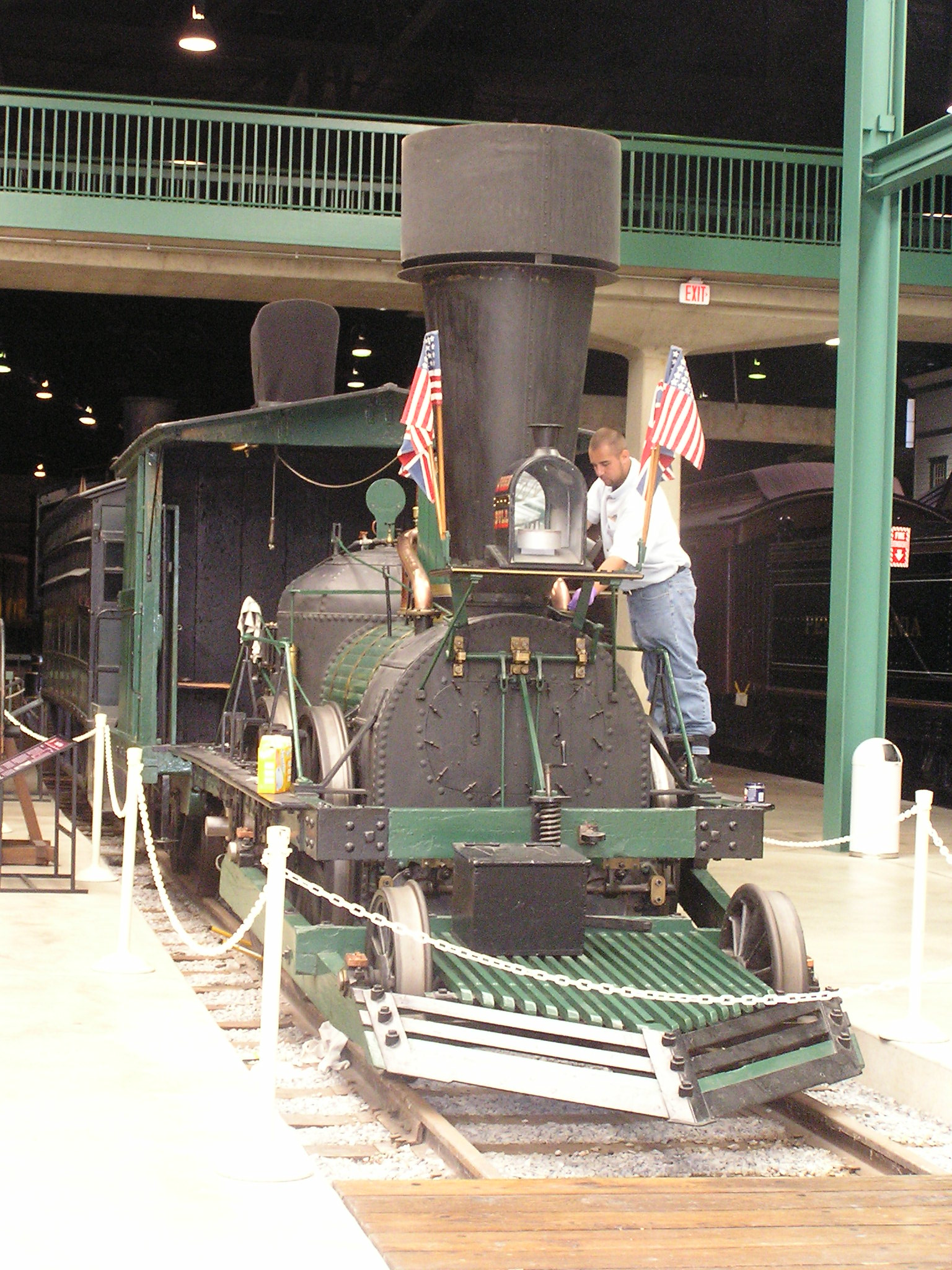
Žel. muzeum Pensylvánie - John Bull 1836
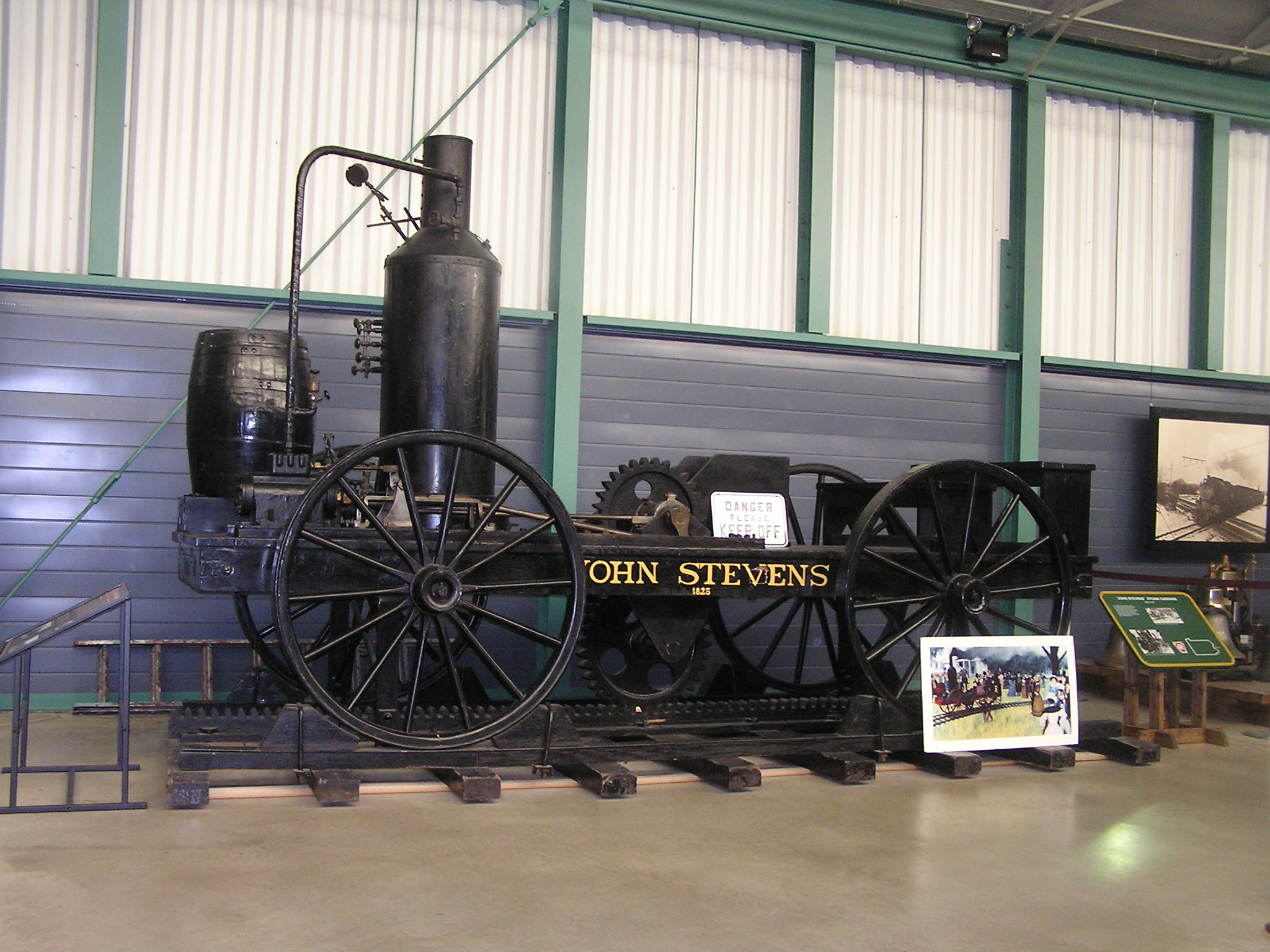
Žel. muzeum Pensylvánie - John Stevens 1825
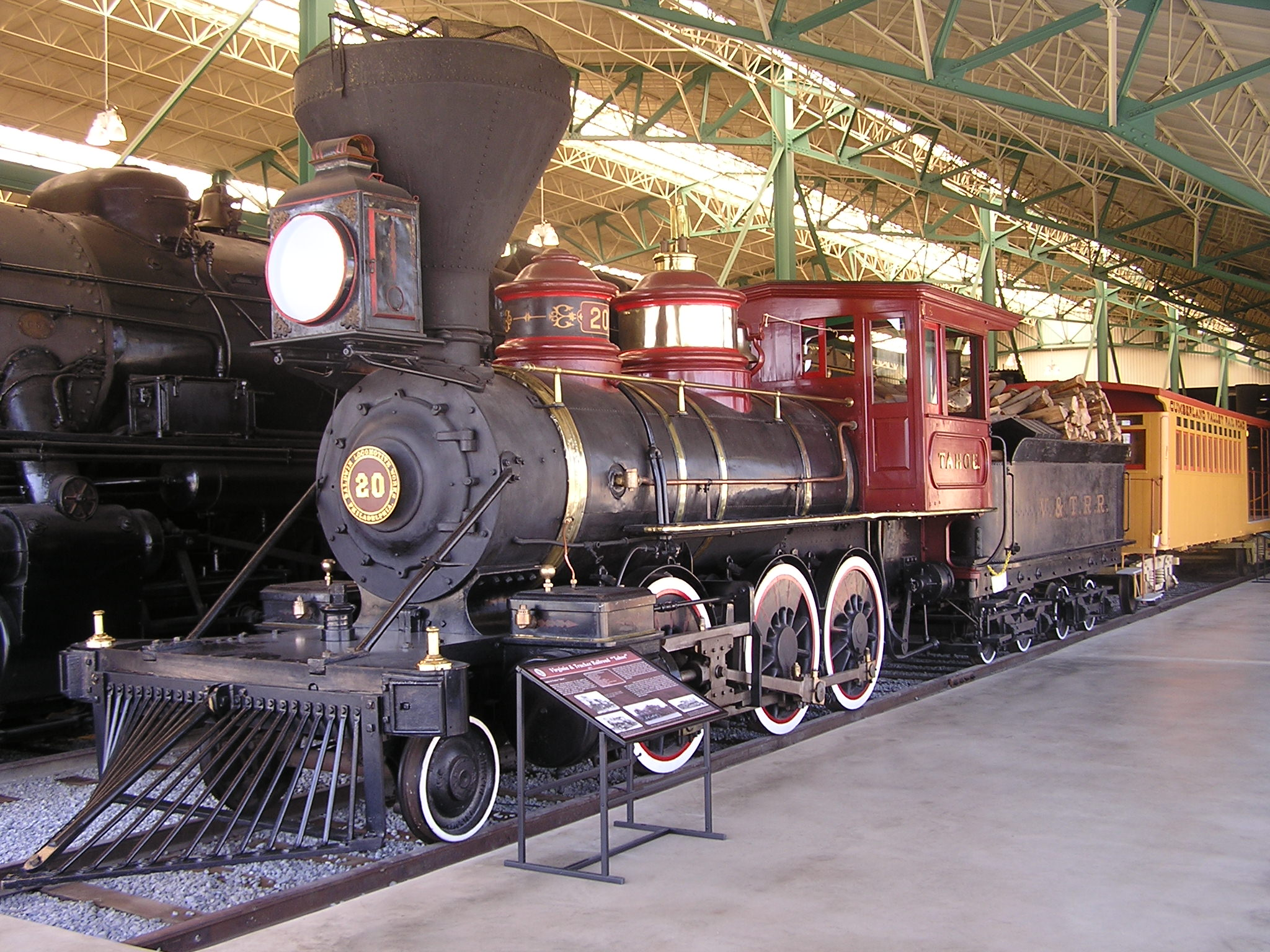
Žel. muzeum Pensylvánie - Tahoe 1875
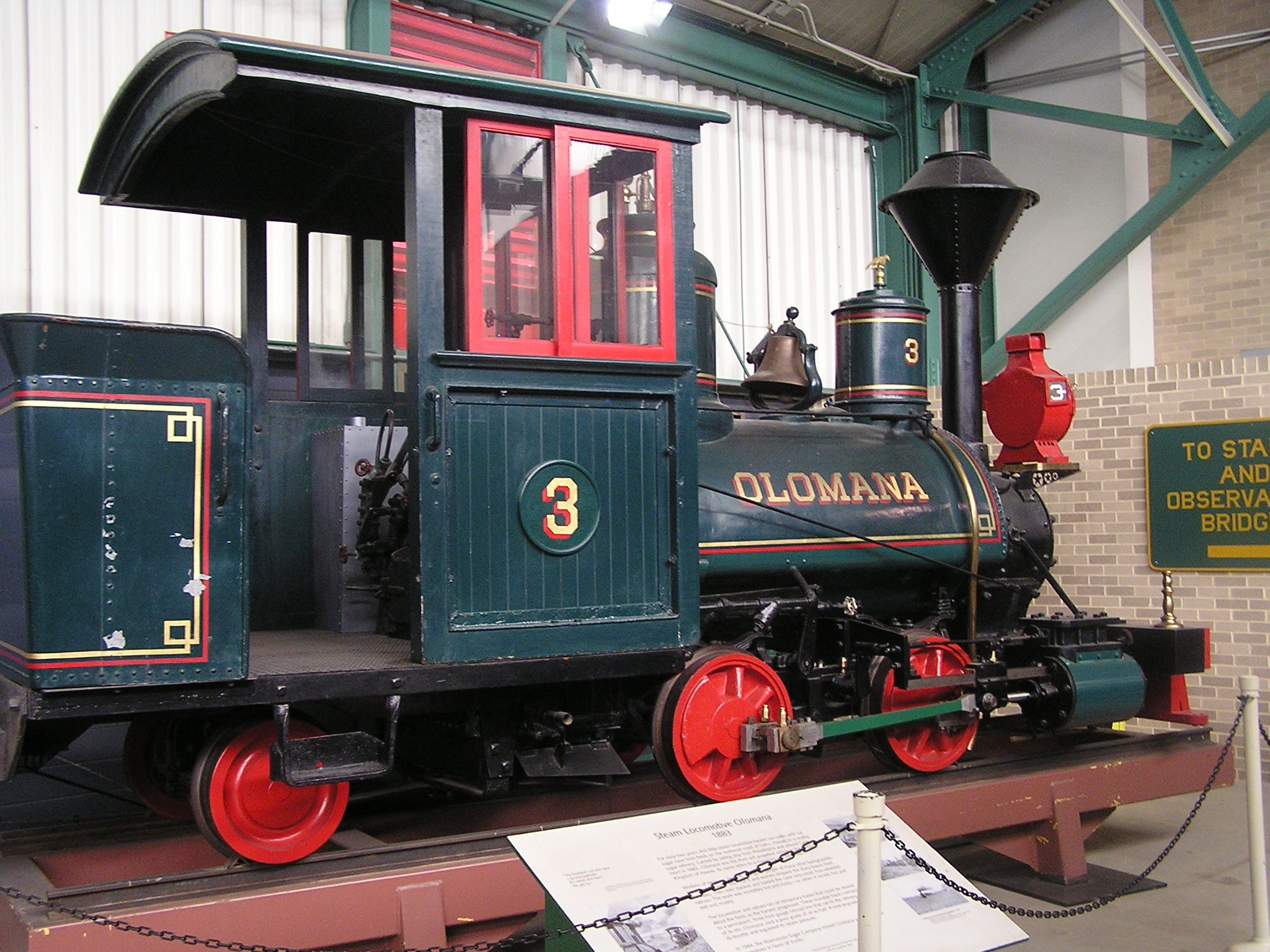
Žel. muzeum Pensylvánie - Olomana 1883